# 青地清二
青地清二（日语：／ Aochi Seiji，1942年6月21日—2008年8月14日），日本男子跳台滑雪运动员。他曾代表日本参加1968年和1972年冬季奥林匹克运动会跳台滑雪比赛，其中1972年冬季奥运会获得一枚铜牌。